# Helsingørmotorvejen
Helsingørmotorvejen er en motorvej på Sjælland, der går mellem Hans Knudsens Plads på Ydre Østerbro i København og Helsingør. 
Det sidste stykke vej på ca. 1,1 km ind til Helsingør er anlagt som almindelig 2-sporet landevej.
Motorvejen er en del af det det europæiske motorvejsnet med rutenumrene E47 og E55. Desuden indgår en del af strækningen som rute 19 i det danske hovedvejsnet.

## Historie
Strækningen Jægersborg – Hørsholm påbegyndtes i 1934 og åbnede i 1956 som Danmarks første motorvej – Hørsholmvejen. Indvielsen skete dog ikke uden problemer. De 13 rutebiler med 300 indbudte gæster kørte fast i sneen, der var faldet under en kraftig snestorm to dage før. 
Strækningen Hans Knudsens Plads – Motorring 3, som er almindeligt kendt som Lyngbymotorvejen, skiftede i 2005 officielt navn til Helsingørmotorvejen. Det laveste punkt er nogle hundrede meter ved Nordhavnsvej og er flere gange blevet oversvømmet efter skybrud.

## Kendte på motorvejen
Preben Uglebjerg omkom i en trafikulykke på Helsingørmotorvejen ved Isterød, mens han var på vej hjem til Hornbæk efter en forestilling i Tivoli-Varieteen natten til den 31. maj 1968.
Under udbygningen af motorvejen i 1997 blev vejen landskendt, da de konservatives leder Hans Engell, med en alkoholpromille på 1,37, påkørte en betonklods.
Vejen blev også landskendt i Sverige i 2000, da kong Carl Gustaf kørte for stærkt med sin Ferrari.

## Udbygning fra 4 til 6 spor
I november 2003 blev et flertal i Folketinget enige om en trafikpakke, der indebar, at der skulle udarbejdes et beslutningsgrundlag for udbygning af motorvejen mellem Øverød og Isterød fra 4 til 6 spor. VVM-rapporten for udvidelsen færdiggjordes i 2009, og heraf fremgik det bl.a., at alle broer enten skal nedrives og nyopføres eller udvides for at gøre plads til 6 spor. Udbygningen forventes gennemført i løbet af 4-5 år efter at anlægsloven er vedtaget, hvoraf anlægsarbejdet udgør de sidste 2-3 år.
Under opførelsen af en bro henover motorvejen ved Gl. Holte skete et uheld d. 27. september 2014, da broen kollapsede mens håndværkere var i gang med at støbe den. Ingen kom til skade, men motorvejen var lukket i flere dage, mens oprydningsarbejdet stod på. En bro der var under opførelse med lignende metoder på Lolland blev sat i bero, mens årsagen til brokollapset blev klarlagt.

## Etaper
| Motorvejsetaper       | Motorvejsetaper            | Motorvejsetaper       | Motorvejsetaper            | Motorvejsetaper | Motorvejsetaper | Motorvejsetaper | Motorvejsetaper |
| Fra                   | Frakørsel                  | Til                   | Frakørsel                  | Baner           | KM              | Åbnet           | Bemærkninger |
| --------------------- | -------------------------- | --------------------- | -------------------------- | --------------- | --------------- | --------------- | --- |
| Helsingør             |                            | Mørdrup               | 3                          | 2               | 2,5             | 1985            | Åbnet 25 november 1985. |
| Mørdrup               | 3                          | Kvistgård             | 4                          | 4               | 2,8             | 1974            | |
| Kvistgård             | 4                          | Brønsholm             | 7                          | 4               | 9,2             | 1974            | |
| Brønsholm             | 7                          | Isterød               | 9                          | 4               |                 | 1957            | Fortsættelse af Hørsholmvejen, denne vej er også en betonvej. Betonen er dog senere blevet asfalteret over. |
| Isterød               | 9                          | Hørsholm S            | 10                         | 4               | 2,2             | 1957            | Fortsættelse af Hørsholmvejen, denne vej er også en betonvej. Betonen er dog senere blevet asfalteret over. VVM-rapport for udvidelse til 6 spor udarbejdet i juli 2009. |
| Hørsholm S            | 10                         | Gl. Holte (Øverødvej) | 13                         | 4               | 3,8             | 1956            | Fortsættelse af Hørsholmvejen, denne vej er også en betonvej. Betonen er dog senere blevet asfalteret over. Udvidelse fra 4 til 6 spor indgår i trafikaftalen af 2. december 2009. |
| Gl. Holte (Øverødvej) | 13                         | Jægersborgvej         | Motorvejskryds Kgs. Lyngby | 6               | 7,7             | 1956            | Danmarks første færdige motorvej, kaldet Hørsholmvejen. Byggeret på Fugleflugtslinjen er dog startet før denne strækning. Motorvejen er i øvrigt en betonvej men betonen er dog senere blevet asfalteret over. Betonen fjernes og bygges som en moderne motorvej. Motorvejen blev udvidet fra 4 til 6 spor i 1997.                                                                                                |
| Jægersborgvej         | Motorvejskryds Kgs. Lyngby | Hans Knudsens Plads   |                            | 6               |                 | 1974            | Vejen er bedre kendt som Lyngbymotorvejen, og i 2005 skiftede den officielt navn af vejdirektoratet til Helsingørmotorvejen under titlen en motorvej et navn Arkiveret 16. november 2008 hos Wayback Machine. Strækning blev som et forsøg bygget som Danmarks første motorgade. Lyngbyvejen blev opgravet og anlagt som lokalveje i siderne, som i øvrigt var en stor 4 sporet hovedvej, belagt med chaussesten. |